# Рінус Міхелс
Рі́нус Мі́хелс (нід. Rinus Michels, нар. 9 лютого 1928, Амстердам — пом. 3 березня 2005, Алст) — нідерландський футболіст, нападник. По завершенні ігрової кар'єри — футбольний тренер.
Як гравець насамперед відомий виступами за клуб «Аякс», а також за національну збірну Нідерландів. Як тренер відомий багаторічною роботою з клубами «Аякс», «Барселона» та збірною Нідерландів.
Дворазовий чемпіон Нідерландів. Чотириразовий чемпіон Нідерландів (як тренер). Триразовий володар Кубка Нідерландів (як тренер). Чемпіон Іспанії (як тренер). Володар Кубка Іспанії з футболу (як тренер). Володар Кубка Німеччини (як тренер). На чолі нідерландської збірної — чемпіон Європи 1988 року.

## Клубна кар'єра
У дорослому футболі дебютував у 1946 році виступами за команду клубу «Аякс», кольори якої і захищав протягом усієї своєї кар'єри гравця, що тривала тринадцять років. Більшість часу, проведеного у складі «Аякса», був основним гравцем атакувальної ланки команди. У складі «Аякса» був одним з головних бомбардирів команди, маючи середню результативність на рівні 0,46 голу за гру першості.

## Виступи за збірну
У 1950 році дебютував в офіційних матчах у складі національної збірної Нідерландів. Протягом кар'єри у національній команді, яка тривала 5 років, провів у формі головної команди країни лише 5 матчів.

## Кар'єра тренера
1965 прийняв пропозицію очолити тренерський штаб амстердамського «Аякса», в якому пропрацював до 1971 року, здобувши протягом цього періоду чотири перемоги в національному чемпіонаті Нідерландів.
1971 року нідерландського спеціаліста запросило керівництво іспанської «Барселони», з якою він виборов титул чемпіона Іспанії в сезоні 1973-74. Того ж 1974 року вперше очолив тренерський штаб збірної Нідерландів, яку готував до участі у чемпіонаті світу 1974 року у ФРН. Того року очолювані Міхелсом нідерландці здобули «срібло» світової першості.
Згодом у тренерській кар'єрі Міхелса знову були «Аякс» (1975—1976) та «Барселона» (1976—1978). Протягом 1978—1984 років спеціаліст працював у США та Німеччині, де очолював команди відповідно «Лос-Анджелес Ацтекс» та «Кельна».
З 1984 по 1988 рік з невеликою перервою знову працював на чолі тренерського штабу збірної Нідерландів, результатом цієї роботи стала перемога «помаранчевих» на чемпіонаті Європи 1988 року.
Після тріумфу на континентальній першості Міхелс ненадовго повернувся до клубного футболу, пропрацювавши сезон 1988-89 у німецькому «Баєр 04».
Останнім місцем тренерської роботи спеціаліста стала збірна Нідерландів, до якої Рінус Міхелс повернувся 1990 року. Під його керівництвом нідерландці взяли участь у чемпіонаті Європи 1992 року у Швеції, де дійшли до півфіналу.

## Титули і досягнення

### Як гравця
- Чемпіон Нідерландів (2):

«Аякс» (Амстердам): 1946-47, 1956-57

### Як тренера
- Чемпіон Нідерландів (4):

«Аякс» (Амстердам): 1965-66, 1966-67, 1967-68, 1969-70
- Володар Кубка європейських чемпіонів (1):

«Аякс» (Амстердам): 1970-71
- Володар Кубка Нідерландів (3):

«Аякс» (Амстердам): 1966-67, 1969-70, 1970-71
- Володар Кубка ярмарків (1):

«Барселона»: Суперфінал 1971
- Чемпіон Іспанії (1):

«Барселона»: 1973-74
- Володар Кубка Іспанії з футболу (1):

«Барселона»: 1977-78
- Володар Кубка Німеччини (1):

«Кельн»: 1982-83
- Чемпіон Європи (1):

 Нідерланди: 1988
- Віце-чемпіон світу: 1974

### Індивідуальні визнання
- Найкращий тренер в історії футболу — 1 з 5 тренерів[1], котрі ввійшли в 10 найкращих за версією France Football, World Soccer та ESPN[2]
  - 1 місце (France Football)[3][4][5]
  - 2 місце (World Soccer)[6][7]
  - 2 місце (ESPN)[8]
- Найкращий тренер 20-го століття за версією ФІФА[9]